# Bab Sharqi
Bab Sharqi (in arabo بَابٌ شَرْقِيٌّ‎?, Bāb Šarqī; "La Porta Orientale"), conosciuta anche come la Porta del Sole, è una delle sette antiche porte della città di Damasco, in Siria. Il suo nome moderno deriva dalla sua posizione nella parte orientale della città. La porta dà anche il nome al quartiere cristiano che la circonda. La grandiosa facciata della porta è stata ricostruita negli anni 1960.
Oltre ad essere l'unica porta romana originale ancora in piedi, Bab Sharqi è anche l'unica delle otto porte dell'antica città di Damasco a conservare la sua forma originale di triplo passaggio, con il grande passaggio centrale per le carovane e il traffico su ruote e le due più piccole fiancheggianti quella grande per i pedoni.

## Storia
La porta, che era dedicata al sole dai romani e da loro conosciuta come la Porta del Sole, risale a circa l'anno 200 Sebbene avesse poche strutture difensive in epoca romana, molto probabilmente era fiancheggiata da torri da entrambi i lati. La sua architettura era minimale con gli alti pilastri che sporgono dalle sue pareti. La porta centrale larga 26 metri, sorgeva su un grande viale, il Decumanus Maximus della città noto dalle fonti bibliche come la Strada chiamata Diritta, che sarebbe diventata l'arteria principale della città. Il viale comprendeva una carreggiata centrale per veicoli a ruote di 14 metri di larghezza, e due marciapiedi porticati pedonali. Resti del colonnato che attraversa la città sopravvivono all'interno della porta. La Strada chiamata Diritta, collega ancora la porta orientale della città alla porta occidentale, o Bab al-Jabiyah.
Damasco fu conquistata dai musulmani durante l'era Rashidun. Dopo la cattura di Damasco da parte dell'esercito di Khalid ibn al-Walid, questi entrò in città da questa porta il 18 settembre 634. La sua concessione ai cittadini cristiani di continuare l'accesso alle loro chiese nel distretto orientale diede inizio alla graduale evoluzione del quartiere cristiano della città vicino alla porta.
Nel XII secolo, durante il regno di Nur ad-Din Zangi, la porta fu parzialmente sbarrata ad eccezione dell'apertura centrale che fu trasformata in un ingresso ad angolo. In cima alla porta è stato poi aggiunto un minareto.